# Кустур-Поле
Кустур-Поле (серб. Кустур Поље / Kustur Polje) — село в общине Вишеград Республики Сербской Боснии и Герцеговины. Население составляет 20 человек по переписи 2013 года.

## Население[3]
По данным на 1991 год, в селе проживал 71 человек, все — бошняки.